# 里约佩鲁
里约佩鲁（法語：Rieupeyroux，法語發音：[ʁjøpeʁu]）是法国阿韦龙省的一个市镇，位于该省西部，属于鲁埃格自由城区。

## 地理
里约佩鲁（44°18'28"N, 2°14'11"E）面积54.81 平方千米，位于法国奧克西塔尼大區阿韦龙省，该省份为法国南部内陆省份，位于法國中央高原南部，北起顺时针与康塔爾省、洛泽尔省、加尔省、埃罗省、塔恩省、塔恩-加龙省和洛特省接壤。
与里约佩鲁接壤的市镇（或旧市镇、城区）包括：拉卡佩尔布莱、卡斯塔内、科隆比耶斯、孔波利巴、普拉迪纳、普雷万基耶尔、拉萨尔沃塔-佩拉莱斯、下塞加拉。
里约佩鲁的时区为UTC+01:00、UTC+02:00（夏令时）。

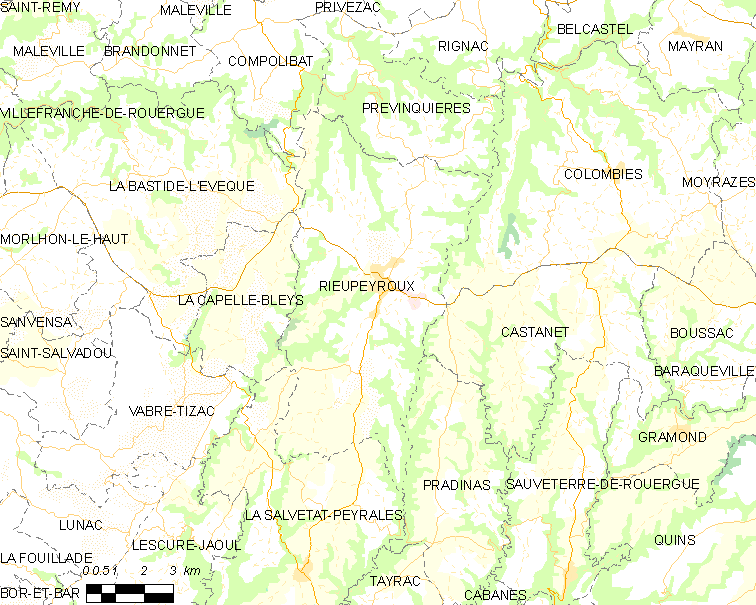
里约佩鲁的OSM定位图

## 行政
里约佩鲁的邮政编码为12240，INSEE市镇编码为12198。

## 政治
里约佩鲁所属的省级选区为阿韦龙-塔恩县。

## 交通
阿韦龙省省道D39线、D612线、D905线和D911线经过境内。
奥克西塔尼大区客运巴士912线经过里约佩鲁，并可连接蒙托邦、科萨德和罗德兹。

## 人口

1962-2008年间里约佩鲁人口变化图示

里约佩鲁于2022年1月1日时的人口数量为1922人。